# Jerzy Lipiński

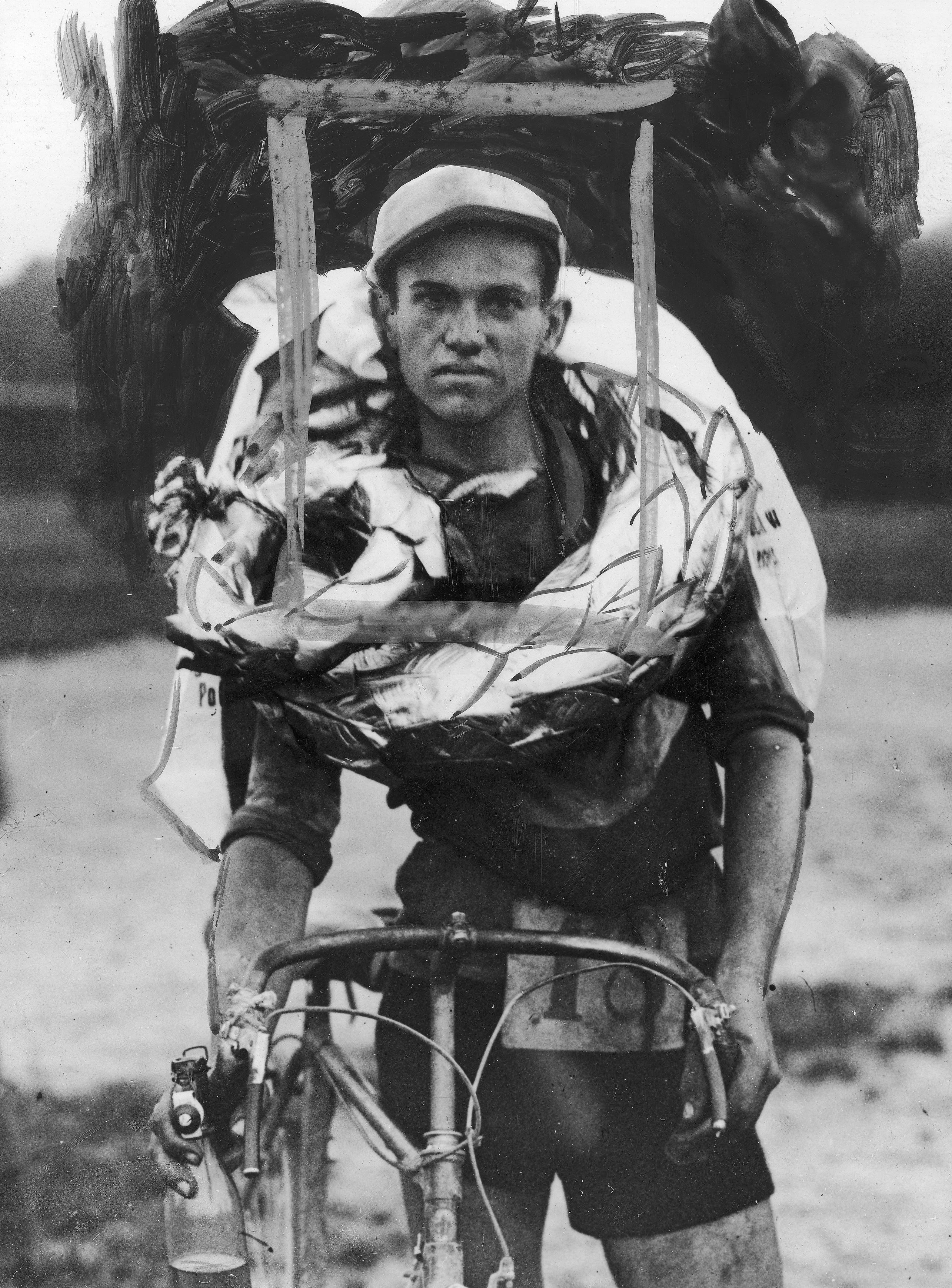
Jerzy Lipiński (1929)

Jerzy Lipiński (* 1. November 1908 in Warschau; † 13. September 2000 ebenda) war ein polnischer Radrennfahrer und nationaler Meister im Radsport.

## Sportliche Laufbahn
Lipińskis größter Erfolg war der Sieg in der Polen-Rundfahrt 1933 vor Wiktor Olecki. Mehrfach gewann er Etappen in der heimischen Polen-Rundfahrt. 1935 wurde Meister Polens im Querfeldeinrennen (heutige Bezeichnung Cyclosport). 1930, 1934 und 1937 wurde er jeweils Vize-Meister. In der Rumänien-Rundfahrt 1935 konnte er den dritten Platz belegen. Am 3. Mai 1945 gewann er das erste nach dem Zweiten Weltkrieg in Warschau veranstaltete Radrennen.